# Aneilema sclerocarpum
Aneilema sclerocarpum är en enhjärtbladig växtart som beskrevs av Ferdinand von Mueller. Aneilema sclerocarpum ingår i släktet Aneilema och familjen himmelsblomsväxter.
Artens utbredningsområde är Queensland. Inga underarter finns listade i Catalogue of Life.